# Glynn Turman
Glynn Turman, född 31 januari 1947 i New York, är en amerikansk skådespelare. Han var mellan 1978 och 1984 gift med Aretha Franklin.
Turman har bland annat medverkat i TV-serierna Fargo från 2020 och Percy Jackson och olympierna från 2023. Han har även medverkat i filmerna Gremlins från 1984 och Super 8 från 2011.

## Filmografi (i urval)
- 1972 – AWOL – avhopparen
- 1978–1979 – Kampen om Colorado (TV-serie)
- 1984 – Gremlins
- 1988–1993 – Dotter på vift (TV-serie)
- 2000 – Men of Honor
- 2004–2008 – The Wire (TV-serie)
- 2005 – Sahara
- 2008–2009 – In Treatment (TV-serie)
- 2010 – Burlesque
- 2011 – Super 8
- 2020 – Fargo (TV-serie)
- 2023 – Rustin
- 2023 – Black Cake (TV-serie)
- 2023 – Percy Jackson och olympierna (TV-serie)
- 2024 – The Big Cigar (TV-serie)
- 2025 – Straw